# Biłgoraj Wąskotorowy
Biłgoraj Wąskotorowy – dawna wąskotorowa stacja kolejowa w Biłgoraju, w województwie lubelskim, w Polsce.
Stacja była punktem docelowym kolei wąskotorowej, która łączyła Biłgoraj ze Zwierzyńcem. Kolej ta funkcjonowała w latach 1914–1915 oraz 1916–1971. Stacja zlokalizowana była w ówcześnie południowo-wschodniej części miasta.
W latach 1952–1962 do stacji dobiegał też tor, który łączył ją z miejscowością Lipa koło Stalowej Woli oraz z siecią leśnych kolejek gospodarczych w Lasach Janowskich.
W latach 70. XX wieku w Biłgoraju wybudowano połączenia kolejowe normalnotorowe i szerokotorowe, a ich stację umieszczono w północnej części miasta, w granicach osiedla Bojary.
Wówczas też torowiska i obiekty architektoniczne kolejki wąskotorowej zostały zdemontowane. Miejsce po stacji Biłgoraj Wąskotorowy przeznaczono dla dworca autobusowego, z którego obecnie korzysta przedsiębiorstwo PKS w Biłgoraju sp. z o.o.